# 満光寺 (伊那市)
満光寺（まんこうじ）は、長野県伊那市高遠町西高遠にある浄土宗の寺院である。

## 歴史
天正元年（1573年）、当寺は親縁山無量寿院満光寺とし、武田信玄の帰依を受けた。浄土宗の岌往上人（ぎゅうおうじょうにん）によって開創された。度重なる火災で諸記録が焼失したため、元禄以前は住職の名前すら不明である。『赤羽記』には天正10年3月2日、保科正直の妻・柏心妙貞が織田信忠の高遠攻城の際、仁科盛信（五郎）と共に城中にあり奮戦の末に戦死し、放置されていた遺体が満光寺住僧の牛王和尚によって同寺に運ばれ、懇に火葬に附したと記されている。一時、浄土寺と改称されたが、享保17年（1732年）より満光寺に復した。
元禄以後、高遠城主・内藤氏の菩提寺となり、元文4年（1739年）に再建した本堂は十二間四面、山門の鐘楼ともに科の木を用い、善光寺になぞらえて建てたので「伊那善光寺」・「信州の科寺」とも呼ばれ、京都総本山知恩院の直末、録所として触頭式を与えられた宗門を支配し、多数の末寺を有した。
江戸時代中期に再建された伽藍の大きさ・立派さは善光寺と肩を並べるほどで、伊那一番の伽藍であったとされている。

## 境内
本尊
快慶（安阿弥）作、一刀三礼の阿弥陀如来来迎印の立像 。一刀三礼の阿弥陀如来立像として伝来されているが、これは鎌倉時代の武将工藤祐経の子、犬房丸伊東祐時が一時的に伊那に流罪となった際に、その守り本尊として伝えられてきた霊仏であるという。（昭和六十二年七月、久野健博士により鎌倉時代の造像であると鑑定された）。
鐘楼門
明治32年（1899年）7月、子供の放った花火が本堂の屋根に移り、付近の民家と入屋製糸場が焼失したが、この鐘楼門だけは難を免れた。
江戸時代には門の両側に景勝院、清光院などの坊があったという。
鐘楼を兼ねた山門は、延享元年（1745年）、三河国長篠の住人、牛久保流の大工・菅沼定次の作と伝えられている。中には元文4年（1739年）に松本の鋳物師、田中伝右衛門が鋳造した鐘があったが、戦時中に供出され、門の安定を保つために石が吊るされていた。1965年（昭和40年）に鐘を復元した。1995年（平成7年）に解体復元工事をした。
極楽の松
庭園にある樹齢数百年の古松で、ひとめ見ると必ず極楽往生できるといわれている。この松は、高遠城主であった武田信廉（逍遙軒信綱）が兄・武田信玄の遺命を守って、城中の黒松の盆栽を満光寺の庭園へ自ら穴を掘って移植したものである。
保科左源太の墓
高遠城主・保科正光は子どもがおらず、甥の左源太に家督を継がせるつもりで養子にしたが、後に江戸幕府の第2代将軍・徳川秀忠の側室が密かに生んだ正之を養子にすることとなった。このため正光は左源太の処遇に頭を痛めるが、左源太は正光よりも早くに夭逝した。五輪塔は高遠にあり、銘があるものものしては一番古いものとなる。
内藤氏の墓
江戸幕府は元禄4年（1691年）2月9日、内藤清枚に高遠城主として移封することを発令し、清枚は高遠領3万3,000石の領地を与えられた。東京都新宿区新宿二丁目の太宗寺とともに以後8代の菩提寺となる。
岡村菊叟の墓
高遠藩の老職、学者で高遠藩の重臣として活躍した。明治十七年八十五歳で没した。。